# Tired of Sex
«Tired of Sex» es la primera canción de Pinkerton, el segundo álbum de Weezer. Es una de las canciones más abrasivas de la banda. La canción es conocida por sus guitarras distorsionadas y una en las que Rivers Cuomo grita. Fue escrita antes del lanzamiento de Weezer (The Blue Album) (1994), junto con otras como «Getchoo», «Susanne», «Waiting On You», «Longtime Sunshine» y «Why Bother?». 
Esta canción estaba originalmente prevista para formar parte del abandonado Songs from the Black Hole.

## Personal
- Rivers Cuomo – voz y primera guitarra
- Patrick Wilson – batería
- Brian Bell – guitarra rítmica
- Matt Sharp – bajo

- Datos: Q3329031